# Zsupán
A zsupán a źupa (járás) elöljárója, a középkorban a déli és nyugati szlávoknál (a kifejezést valószínűleg az avaroktól vették át) egy-egy közigazgatási kerületnek a főispánéhoz hasonló jogkörrel felruházott vezetője.
A szlovénoknál először 777-ben említik, a 13. században egy-egy település, vagy településcsoport elöljárója. A lengyeleknél és a cseheknél a 13. századig létezett ez a tisztség. Az első Bolgár Birodalom zsupánjai valószínűleg a szláv szállásterületeket igazgatták. Horvátország a kora középkorban 11 zsupánságra oszlott.
A 12. századtól a latin forrásokban a szót a comes kifejezés váltotta fel. A źupa a 21. század elején a plébánia szinonimája. A magyar ispán (latinul mindig comes) tisztség nevének a zsupán szó volt az előzménye. Egyes vélemények szerint a szó átvétele a helyi szláv igazgatás bizonyos elemeinek átvételét jelzi. Szerbiában a zsupáni cím a 10. századtól adatolt. Rácország (Raska, Szerb Fejedelemség) uralkodói a 11. századtól a nagyzsupán címet használták 1217-ig, István nagyzsupán megkoronázásáig. A szerb főurak és részfejedelmek fiait a 14. századig zsupánnak (latin comes, patronus, baro) hívták. A źupa a Nemanjida-uralkodók idején közigazgatási és adózási egység lett, tágabb értelemben a megművelt földet jelentette. Boszniában a 14. század végétől a zsupán felelt az adók behajtásáért, a hadak ellátásáért és a jobbágyok szökésének megakadályozásáért. A 14. században az egyes źupákat Szerbiában és Boszniában is várak fennhatósága alá helyezték.
Horvátország kisebb kormánykerületekre, zsupákra volt felosztva; mindegyik élén állt a zsupán, zsupa és pán (úr), tartományi főnök; még régebben, midőn még a törzsszerkezet egységesebb országos szervezetté nem tömörült, zsupán annyi volt mint az egyes törzsek főnöke, törzsfő.